# Campionat del Món de Clubs de futbol 2010
El Campionat del Món de Clubs de futbol 2010 fou una competició de futbol organitzada per la FIFA que es va celebrar als Emirats Àrabs Units durant el mes de desembre de 2010.
Els equips de futbol que resulten campions a cadascuna de les sis confederacions de la FIFA juguen un torneig amb eliminatòries a partit únic. A més també hi juga el campió de la UAE League com a representant del país amfitrió.
Hi ha una eliminatòria prèvia que enfrontara el campió àrab i el campió de la Confederació de Futbol d'Oceania (OFC). Els partits de quarts de final enfronten els equips de la Confederació Asiàtica de Futbol (AFC), la Confederació Africana de Futbol (CAF), la CONCACAF i el guanyador de l'eliminatòria prèvia. Els campions dels tornejos de la UEFA i la Confederació Sudamericana de Futbol (CONMEBOL) passen directament a les semifinals. Els perdedors dels quarts de final es juguen el cinquè lloc, mentre que els perdedors de les semifinals es juguen el tercer lloc.

## Equips classificats
Els següents equips es van classificar per al torneig durant el 2009:
| Entren a les semifinals        | Entren a les semifinals                                                                   |
| ------------------------------ | ----------------------------------------------------------------------------------------- |
| Inter de Milà                  | Guanyador de la Lliga de Campions 2009-2010 de la UEFA                                    |
| Internacional                  | Guanyador de la Copa Libertadores 2010 de la Confederació Sudamericana de Futbol          |
| Entren als quarts              |                                                                                           |
| TP Mazambe                     | Guanyador de la Lliga de Campions d'Àfrica 2010 de la Confederació Africana de Futbol     |
| Seongnam Ilhwa Chunma          | Guanyador de la Lliga de Campions d'Àsia 2010 de la Confederació Asiàtica de Futbol       |
| Pachuca CF                     | Guanyador de la Champions League de la CONCACAF 2009-10 de la CONCACAF                    |
| Juguen una eliminatòria prèvia |                                                                                           |
| Hekari Souths                  | Guanyador del Campionat de Clubs d'Oceania 2009-10 de la Confederació de Futbol d'Oceania |
| Al-Wahda                       | Guanyador de la UAE League                                                                |

## Seus
El Campionat del Món de clubs de 2010 es disputà a Abu Dhabi.
| Abu Dhabi                                                      | Abu Dhabi                                                      |
| -------------------------------------------------------------- | -------------------------------------------------------------- |
| Estadi Mohammed bin Zayed                                      | Estadi Xeic Zayed                                              |
| 24° 27′ 09.95″ N, 54° 23′ 31.27″ E / 24.4527639°N,54.3920194°E | 24° 24′ 57.92″ N, 54° 27′ 12.93″ E / 24.4160889°N,54.4535917°E |
| Capacitat: 42.056                                              | Capacitat: 50.000                                              |
|                                                                | Estadi Xeic Zayed                                              |

## Quadre de competició
|  | Prèvia                     | Prèvia                     |                            |            | Quarts de final            | Quarts de final            |             |             | Semifinals | Semifinals |  |  | Final                      | Final                      |
|  | 8 de desembre - Abu Dhabi  |                            |                            |            |                            |                            |             |             |            |            |  |  |                            |                            |
|  | Al-Wahda                   | 3                          |                            |            | 11 de desembre - Abu Dhabi | 11 de desembre - Abu Dhabi |             |             |            |            |  |  |                            |                            |
|  | Al-Wahda                   | 3                          |                            |            | 11 de desembre - Abu Dhabi | 11 de desembre - Abu Dhabi |             |             |            |            |  |  |                            |                            |
|  | Hekari Souths              | 0                          |                            |            | Ilhwa Chunma               | 4                          |             |             |            |            |  |  |                            |                            |
|  | Hekari Souths              | 0                          | 15 de desembre - Abu Dhabi |            | Ilhwa Chunma               | 4                          |             |             |            |            |  |  |                            |                            |
|  |                            |                            |                            |            | Al-Wahda                   | 1                          |             |             |            |            |  |  |                            |                            |
|  | Ilhwa Chunma               | 0                          |                            |            | Al-Wahda                   | 1                          |             |             |            |            |  |  |                            |                            |
|  | Ilhwa Chunma               | 0                          |                            |            |                            |                            |             |             |            |            |  |  |                            |                            |
|  |                            |                            | Inter de Milà              | 3          |                            |                            |             |             |            |            |  |  |                            |                            |
|  |                            |                            | Inter de Milà              | 3          |                            |                            |             |             |            |            |  |  |                            |                            |
|  |                            |                            | 18 de desembre - Abu Dhabi |            |                            |                            |             |             |            |            |  |  |                            |                            |
|  |                            |                            |                            |            |                            |                            |             |             |            |            |  |  |                            |                            |
|  | Inter de Milà              | 3                          |                            |            |                            |                            |             |             |            |            |  |  |                            |                            |
|  | Inter de Milà              | 3                          | 10 de desembre - Abu Dhabi |            |                            |                            |             |             |            |            |  |  |                            |                            |
|  |                            | TP Mazembe                 | 0                          |            |                            |                            |             |             |            |            |  |  |                            |                            |
|  |                            |                            | 0                          | TP Mazembe | 1                          |                            |             |             |            |            |  |  |                            |                            |
|  | 14 de desembre - Abu Dhabi |                            |                            | TP Mazembe | 1                          |                            |             |             |            |            |  |  |                            |                            |
|  |                            | Pachuca CF                 | 0                          |            |                            |                            |             |             |            |            |  |  |                            |                            |
|  | TP Mazembe                 | Pachuca CF                 | 0                          | 2          |                            |                            |             |             |            |            |  |  |                            |                            |
|  | TP Mazembe                 | Cinquè lloc                | Cinquè lloc                | 2          |                            |                            | Tercer lloc | Tercer lloc |            |            |  |  |                            |                            |
|  |                            | Cinquè lloc                | Cinquè lloc                |            | Internacional              | 0                          | Tercer lloc | Tercer lloc |            |            |  |  |                            |                            |
|  | Pachuca CF (p)             | 2 (4)                      | Ilhwa Chunma               | 2          | Internacional              | 0                          |             |             |            |            |  |  |                            |                            |
|  | Pachuca CF (p)             | 2 (4)                      | Ilhwa Chunma               | 2          |                            |                            |             |             |            |            |  |  |                            |                            |
|  | Al-Wahda                   | 2 (2)                      | Internacional              | 4          |                            |                            |             |             |            |            |  |  |                            |                            |
|  | Al-Wahda                   | 2 (2)                      | Internacional              | 4          |                            |                            |             |             |            |            |  |  |                            |                            |
|  | 15 de desembre - Abu Dhabi | 15 de desembre - Abu Dhabi |                            |            |                            |                            |             |             |            |            |  |  | 18 de desembre - Abu Dhabi | 18 de desembre - Abu Dhabi |

## Partits
Les hores corresponen al fus UTC+04:00. Per saber l'hora equivalent al fus de Barcelona (UTC+01:00), cal restar-n'hi 3.

### Eliminatòria prèvia
| Al-Wahda                          | 3 – 0          | Hekari United |
| --------------------------------- | -------------- | ------------- |
| Hugo 40' · Baiano 44' · Jumaa 71' | Fitxa (anglès) |               |

### Quarts de final
| TP Mazembe | 1 – 0          | Pachuca |
| ---------- | -------------- | ------- |
| Bedi 21'   | Fitxa (anglès) |         |

| Al-Wahda   | 1 – 4          | Ilhwa Chunma                                                       |
| ---------- | -------------- | ------------------------------------------------------------------ |
| Baiano 27' | Fitxa (anglès) | Molina 4' · Ognenovski 30' · Choi Sung-Kuk 71' · Cho Dong-Geon 81' |

### Semifinals
| TP Mazembe                   | 2 – 0          | Internacional |
| ---------------------------- | -------------- | ------------- |
| Kabangu 53' · Kaluyituka 85' | Fitxa (anglès) |               |

| Ilhwa Chunma | 0 – 3          | Internazionale                          |
| ------------ | -------------- | --------------------------------------- |
|              | Fitxa (anglès) | Stankovic 3' · Zanetti 32' · Milito 73' |

### Partit pel cinquè lloc
| Pachuca                                  | 2 – 2          | Al-Wahda                      |
| ---------------------------------------- | -------------- | ----------------------------- |
| Cvitanich 82', 89'                       | Fitxa (anglès) | Matar 44' · Khamees 77'       |
| Tanda de penals                          |                |                               |
| Cvitanich · López · Muñoz Mustafá · Luna | 4 – 2          | Hugo · Saeed · Jumaa · Diarra |

### Final de consolació
| Internacional                                      | 4 – 2          | Ilhwa Chunma      |
| -------------------------------------------------- | -------------- | ----------------- |
| Tinga 15' · Alecsandro 27', 71' · D'Alessandro 52' | Fitxa (anglès) | Molina 84', 90+3' |

### Final
| TP Mazembe | 0 – 3          | Internazionale                        |
| ---------- | -------------- | ------------------------------------- |
|            | Fitxa (anglès) | Pandev 13' · Eto'o 17' · Biabiany 85' |

## Golejadors

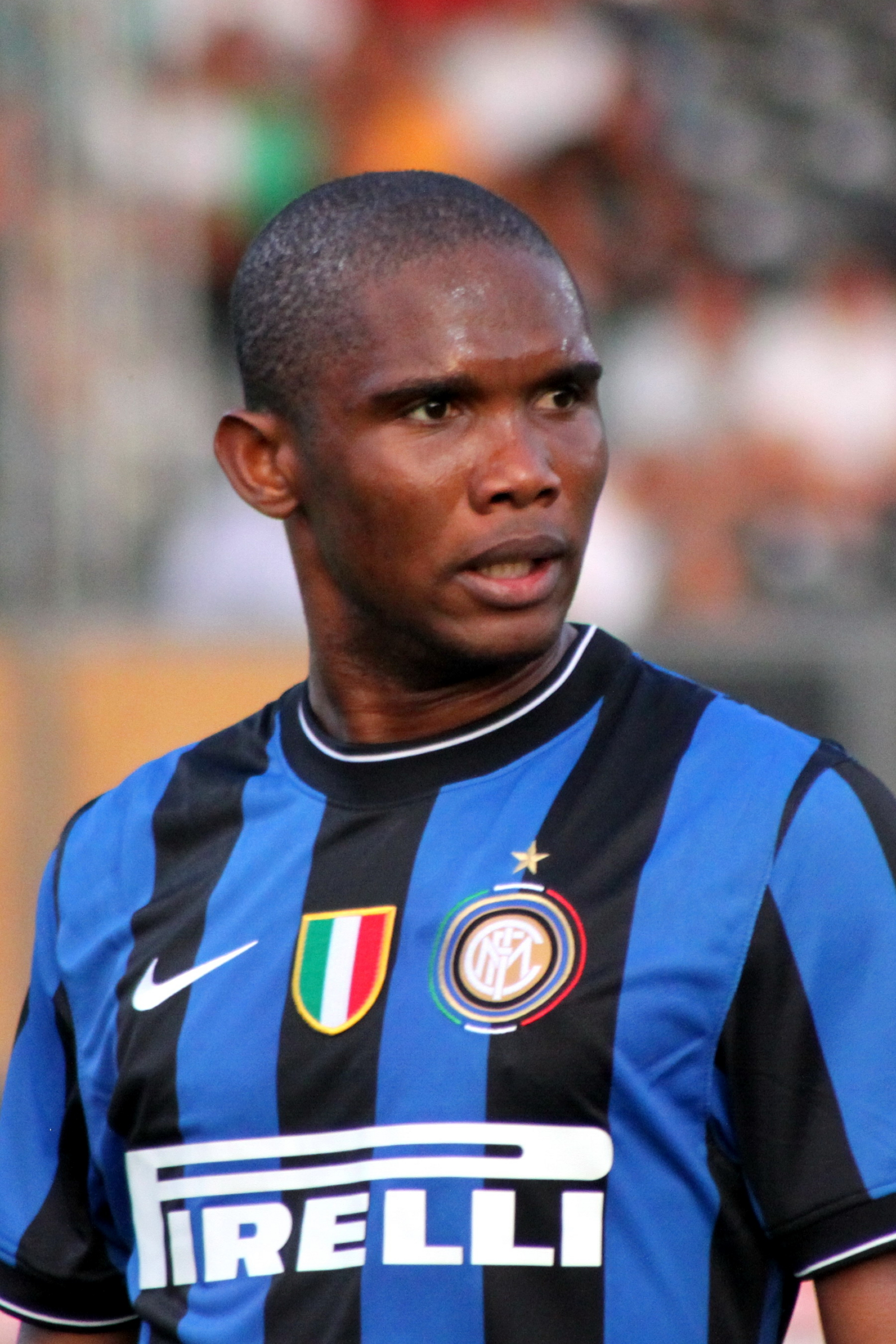
Samuel Eto'o, guanyador de la Pilota d'Or de la competició

| Posició | Jugador             | Club                  | Gols |
| ------- | ------------------- | --------------------- | ---- |
| 1       | Mauricio Molina     | Seongnam Ilhwa Chunma | 3    |
| 2       | Fernando Baiano     | Al-Wahda              | 2    |
| 2       | Darío Cvitanich     | Pachuca               | 2    |
| 2       | Alecsandro          | Internacional         | 2    |
| 5       | Hugo                | Al-Wahda              | 1    |
| 5       | Mahmoud Khamees     | Al-Wahda              | 1    |
| 5       | Ismail Matar        | Al-Wahda              | 1    |
| 5       | Abdulrahim Jumaa    | Al-Wahda              | 1    |
| 5       | Saša Ognenovski     | Seongnam Ilhwa Chunma | 1    |
| 5       | Choi Sung-Kuk       | Seongnam Ilhwa Chunma | 1    |
| 5       | Cho Dong-Geon       | Seongnam Ilhwa Chunma | 1    |
| 5       | Mbenza Bedi         | TP Mazembe            | 1    |
| 5       | Milota Kabangu      | TP Mazembe            | 1    |
| 5       | Dioko Kaluyituka    | TP Mazembe            | 1    |
| 5       | Dejan Stankovic     | Internazionale        | 1    |
| 5       | Javier Zanetti      | Internazionale        | 1    |
| 5       | Diego Milito        | Internazionale        | 1    |
| 5       | Goran Pandev        | Internazionale        | 1    |
| 5       | Samuel Eto'o        | Internazionale        | 1    |
| 5       | Jonathan Biabiany   | Internazionale        | 1    |
| 5       | Tinga               | Internacional         | 1    |
| 5       | Andrés D'Alessandro | Internacional         | 1    |